# Alan E. Nourse

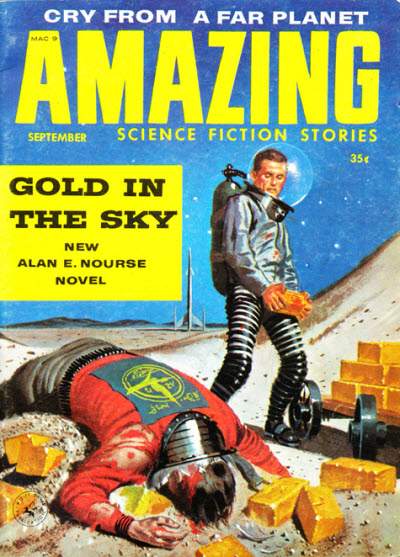
Nourse Gold in the Sky (Arany az égen) című novellája az Amazing Stories 1958 szeptemberi számában

Alan E. Nourse (Des Moines, Iowa, 1928. augusztus 28. – Thorp, Washington, 1992. július 19.) amerikai író és orvos.

## Élete
1951-ben publikálta első sci-fi novelláját (High Threshold) az Astoundingban, és ettől kezdve jórészt a magazinoktól származó bevétele fedezte egyetemi tanulmányainak költségeit. Első önálló kötetei űropera-környezetben játszódó kalandos ifjúsági regények voltak. A bemutatkozó Trouble on Titan (1954) egyenesen egy űrbeli polgárháború kirobbanásáról szól, cselekménye nagyját a Szaturnusz holdjára helyezve. Az 1959-es Star Surgeon sikerrel ötvözi mindkét szakmáját, története szerint ugyanis a Föld valamennyi lakott világ egészségügyi központja lesz.
Eközben folyamatosan jelentek meg felnőtt közösségnek szánt művei is. Rövidebb-hosszabb írásainak egész sorozata foglalkozott az agysebészet jövőjével. 1959-ben jelent meg a The Invaders Are Coming, amelyben a stagnáló amerikai társadalmat idegenek támadása rázza föl. Az 1974-es Pengefutárt (The Bladerunner) követően már csak egy sci-fi-vel jelentkezett, The Fourth Horseman-nel (1983). Ez egy, a közeljövőben lecsapó végzetes járvány krónikája.
Írt még ismeretterjesztő könyveket is, 1960-ban például egy gazdagon illusztrált munkát a kilenc bolygóról, háziorvosi tanácsait pedig a Good Housekeeping magazin lapjain, illetve Intern című 1965-ös kötetében osztotta meg olvasóival. A The Elk Hunt (1986) megrázó beszámoló a szerző küzdelméről egy szívrohammal.

## Magyarul megjelent művei
Magyarul eddig néhány novellája és egy regénye jelent meg.
- Galaktika antológia
  - A tigrist a farkánál (19. szám, 1976)[1]
  - A hamisítvány még 1970-ben került beválogatásra[forrás?]
  - Az átkelés (237. szám, 2009)
- A hamisítvány – A pokolba tartó vonat antológia (Gondolat Kiadó, Budapest, 1970)[2]
- A hamisítvány (Rakéta Regényújság, 1974. december 10., 20. oldal)[3]
- A hamisítvány – Trethon Judit (szerk.): A találkozás – Sci-fi novellák (IPM Könyv, Budapest, 1997) ISBN 9638339144
- A hamisítvány – A pokolba tartó vonat hangoskönyv (Kossuth Kiadó, Budapest, 2007, előadja: Fenyő Iván) ISBN 9789630955621
- Pengefutár. Az igazi Blade runner / Alan E. Nourse: Pengefutár; ford. Tamás Dénes / William S. Burroughs: Pengefutár. Az irodalmi forgatókönyv; Metropolis Media, Bp., 2010 (Galaktika fantasztikus könyvek)